# Polski Bank Emigracyjny
Polski Bank Emigracyjny (w skrócie Emigrobank) – bank z centralą w Warszawie działający w latach 1921–1924, kiedy został zlikwidowany. Bank utrzymywał również oddział w Gdańsku. W 1924 jego siedziba mieściła się przy ul. Krakowskim-Przedmieściu 17.